# Heavy Cross
Heavy Cross is een nummer van de Amerikaanse band Gossip uit 2009. Het is de eerste single van hun vierde studioalbum Music for Men.
In hun thuisland de Verenigde Staten scoorde Gossip met "Heavy Cross" geen hit. In Europa werd het daarentegen wel een grote hit. In de Nederlandse Top 40 haalde het  een bescheiden 28e positie. Niet bijzonder hoog, maar in de Vlaamse Ultratop 50 scoorde het wel met een 4e positie.

## NPO Radio 2 Top 2000
| Nummer met noteringen in de NPO Radio 2 Top 2000 | '15  | '16  | '17  | '18  | '19  | '20  | '21  | '22  | '23  | '24  |
| ------------------------------------------------ | ---- | ---- | ---- | ---- | ---- | ---- | ---- | ---- | ---- | ---- |
| Heavy Cross                                      | 1641 | 1697 | 1546 | 1647 | 1675 | 1789 | 1781 | 1789 | 1958 | 1939 |

1. ↑  Een vetgedrukt getal geeft de hoogste notering aan.
2. ↑  2015 was het eerste jaar met een notering voor dit nummer.